# James Caird
James Caird, född 1816 i Stranraer, Skottland, död den 9 februari 1892, var en brittisk politiker.
Caird verkade såsom författare och ledamot av underhuset för höjande av Storbritanniens jordbruk och var omkring mitten av 1800-talet en av det brittiska jordbrukets mest representativa män. 
Bland hans skrifter är mest kända: High farming as the best substitute for protection, som utkom 1848, kort efter de engelska spannmålstullarnas upphävande, samt English agriculture (utkom i svensk översättning 1855). Efter hans i parlamentet väckta motion grundlades Englands officiella jordbruksstatistik.